# Natació sincronitzada als Jocs Olímpics d'Estiu del 2000
Als Jocs Olímpics d'Estiu del 2000 celebrats a la ciutat de Sydney (Austràlia) es disputaren 2 competicions de natació sincronitzada. Es recuperà la prova per parelles, que s'havia deixat de disputar en l'edició anterior, i es continuà amb la prova per equips.
La competició es desenvolupà al Centre Aquàtic Internacional de Sydney entre els dies 24 i 29 de setembre del 2000. Hi participaren un total de 101 nedadores de 24 comitès nacionals diferents.

## Resum de medalles
| Prova            | Or | Argent | Bronze |
| Parelles Detalls | RússiaOlga Brusnikina · Maria Kisseleva | JapóMiya Tachibana · Miho Takeda                                                                                                 | FrançaVirginie Dedieu · Myriam Lignot |
| Equips Detalls   | RússiaYelena Azarova · Olga Brusnikina · Maria Kisseleva · Olga Novokshchenova · Irina Pershina · Yelena Soya · Iúlia Vassílieva · Olga Vasyukova · Yelena Antonova | JapóAyano Egami · Raika Fujii · Yoko Isoda · Rei Jimbo · Miya Tachibana · Miho Takeda · Yoko Yoneda · Yuko Yoneda · Juri Tatsumi | CanadàLyne Beaumont · Claire Carver-Dias · Erin Chan · Cathrine Garceau · Fanny Létourneau · Kristin Normand · Jacinthe Taillon · Reidun Tatham · Jessica Chase |

## Medaller
| Posició | País   | Or | Argent | Bronze | Total |
| 1       | Rússia | 2  | 0      | 0      | 2     |
| 2       | Japó   | 0  | 2      | 0      | 2     |
| 3       | Canadà | 0  | 0      | 1      | 1     |
| 3       | França | 0  | 0      | 1      | 1     |